# Sam Bird
Sam Jamie Bird (Londra, 9 gennaio 1987) è un pilota automobilistico britannico,  che corre in Formula E nel team Neom McLaren Formula E.

## Carriera

### Formula BMW
Bird si fece un nome in monoposto grazie alla Formula BMW, arrivando 14º alla stagione di debutto (2004). Arrivò 2º nel 2005, quindi al solo secondo anno nella categoria e fu inoltre 4º nelle finali mondiali, la cui gara venne vinta dal tedesco Marco Holzer.

### Formula Renault
Nel 2006 Bird partecipò alla Formula Renault inglese, dove vinse quattro gare e giunse 4º in campionato, 111 punti dietro al campione della serie Sebastian Hohental.

### Formula 3

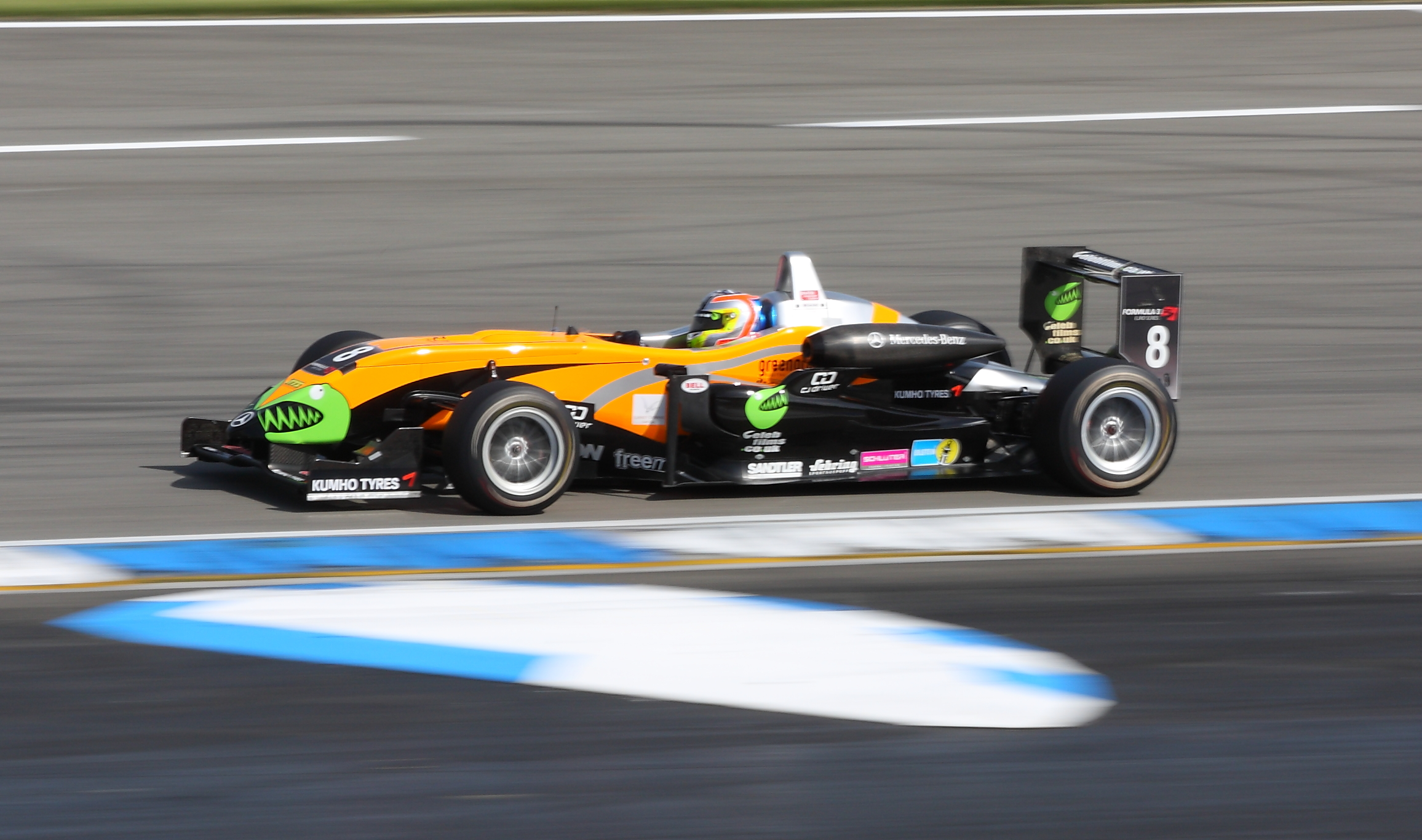
Bird in Formula 3 Euro Series ad Hockenheim nel 2009

Nel 2007 Bird corse nella Formula 3 inglese con la Carlin Motorsport, correndo con una Dallara motorizzata Mercedes. Nel marzo 2007, Bird si assicurò la sponsorizzazione della BP: "Il brand è già presente nel WRC" commentò Mark Reader, il direttore del marekting della BP. "Sam è un talento incredibile e siamo felici di aver stretto un contratto con lui a questo punto della sua carriera" aggiunse. Bird venne eletto alla Race Elite Scheme della Motor Sports Association nell'aprile del 2007, insieme ad altri cinque piloti presenti in diverse serie inglesi e partecipò anche ad alcuni test aerodinamici della Williams, in Formula 1.
Bird si spostò alla Manor Motorsport in Formula 3 Euro Series nel 2008 e fu un anno di transizione, concluso all'11º posto con 23 punti - 16 dei quali arrivati con il secondo posto nelle gare del sabato di Barcellona e Le Mans e prendendo altri punti solo in altre tre gare. Per il 2009, raggiunse Alexander Sims (vincitore del McLaren Autosport BRDC Award), Christian Vietoris (pilota della Mücke nel 2008) e il secondo arrivato in Formula BMW europea Marco Wittmann al team Mücke Motorsport. Conquistò la sua prima pole position e il suo primo giro veloce, ma non riuscì a vincere nemmeno una gara delle otto alle quali partecipò.

### GP2 Series
Bird saltò l'ultima gara di Formula 3 Euro Series per correre con il team ART Grand Prix per la stagione 2009-2010 di GP2 Asia Series: concluse al 7º posto, con un 2º ottenuto all'ultima gara.
Bird partecipò alla stagione 2010 di GP2 Series con la ART, guidando a lungo con fortune alterne per la squadra francese. Era rapido, ma spesso sfortunato, in quanto perse diversi potenziali arrivi a punti per noie tecniche, rotture di motori o collisioni. Tuttavia, ottenne la sua prima vittoria della serie in gara-1 a Monza, gara nella quale ottenne anche il suo terzo giro più veloce in quella stagione.
Per il 2011 Bird passò all'iSport International, affiancando Marcus Ericsson. La sua stagione conta tre ritiri in quattro gare, nonostante dopo un grande avvio si trovasse 2º in campionato, con lo stesso numero di punti del leader Romain Grosjean. Dopo quattro gare, però, scivolò lentamente in classifica, ritrovandosi 6º alla fine della stagione.

### Formula 1
Il 16 novembre 2010 prese parte ai test per giovani piloti a Yas Marina, guidando la Mercedes GP. Per la stagione 2012 viene ingaggiato come collaudatore della stessa casa di Stoccarda.

### Endurance

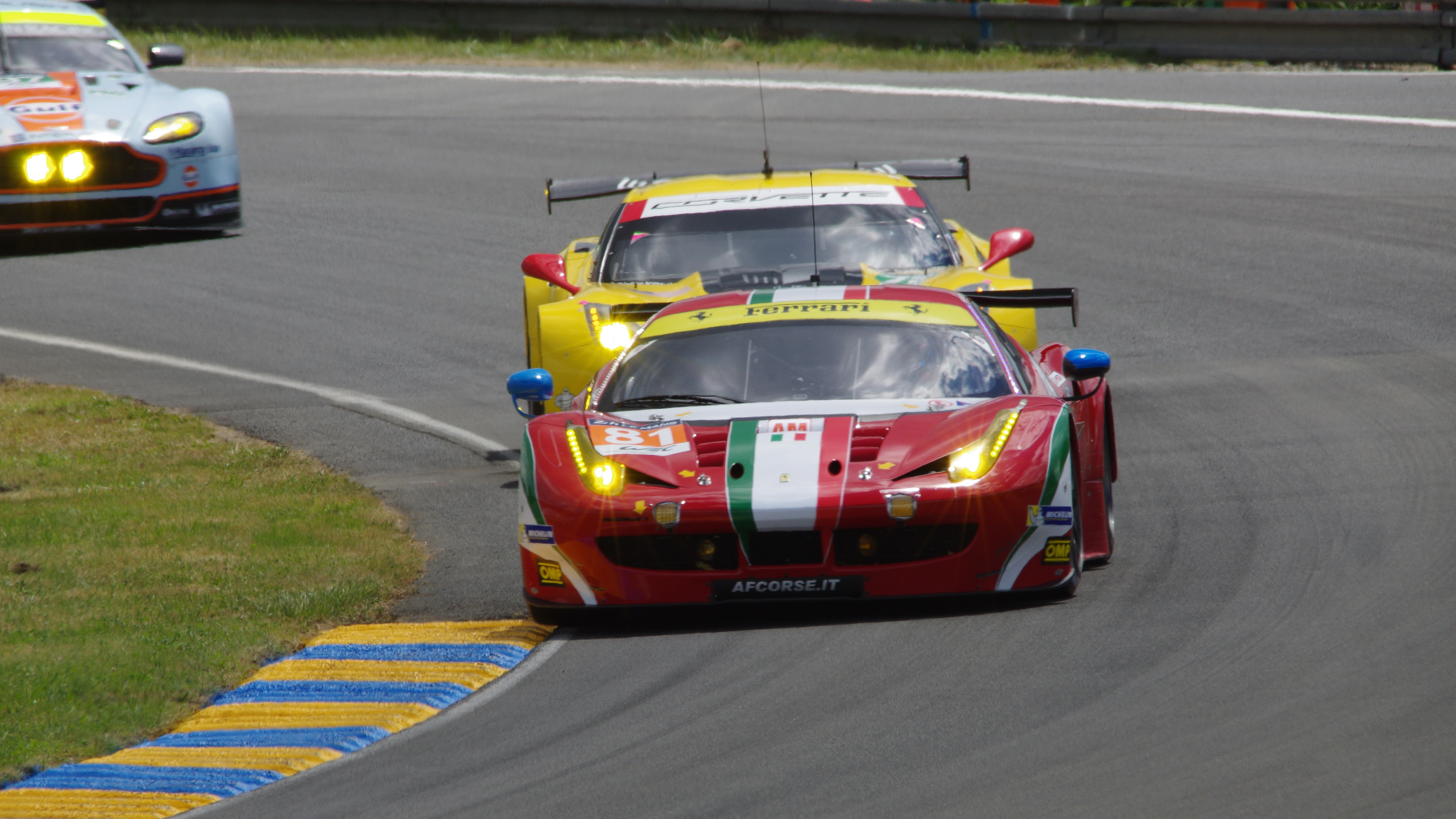
Sam Bird durante la 24 Ore di Le Mans 2014

Nel 2014 Bird partecipa alla 6 Ore di Silverstone e la 24 Ore di Le Mans come pilota ospite del team ufficiale della Ferrari, AF Corse. Nella prima gara di durata chiude terzo nella classe GTE mentre a Le Mans conquista la Pole position nella categoria ma in gara durante il suo stint ha un incidente con due vetture LMP1 che lo costringe al ritiro.

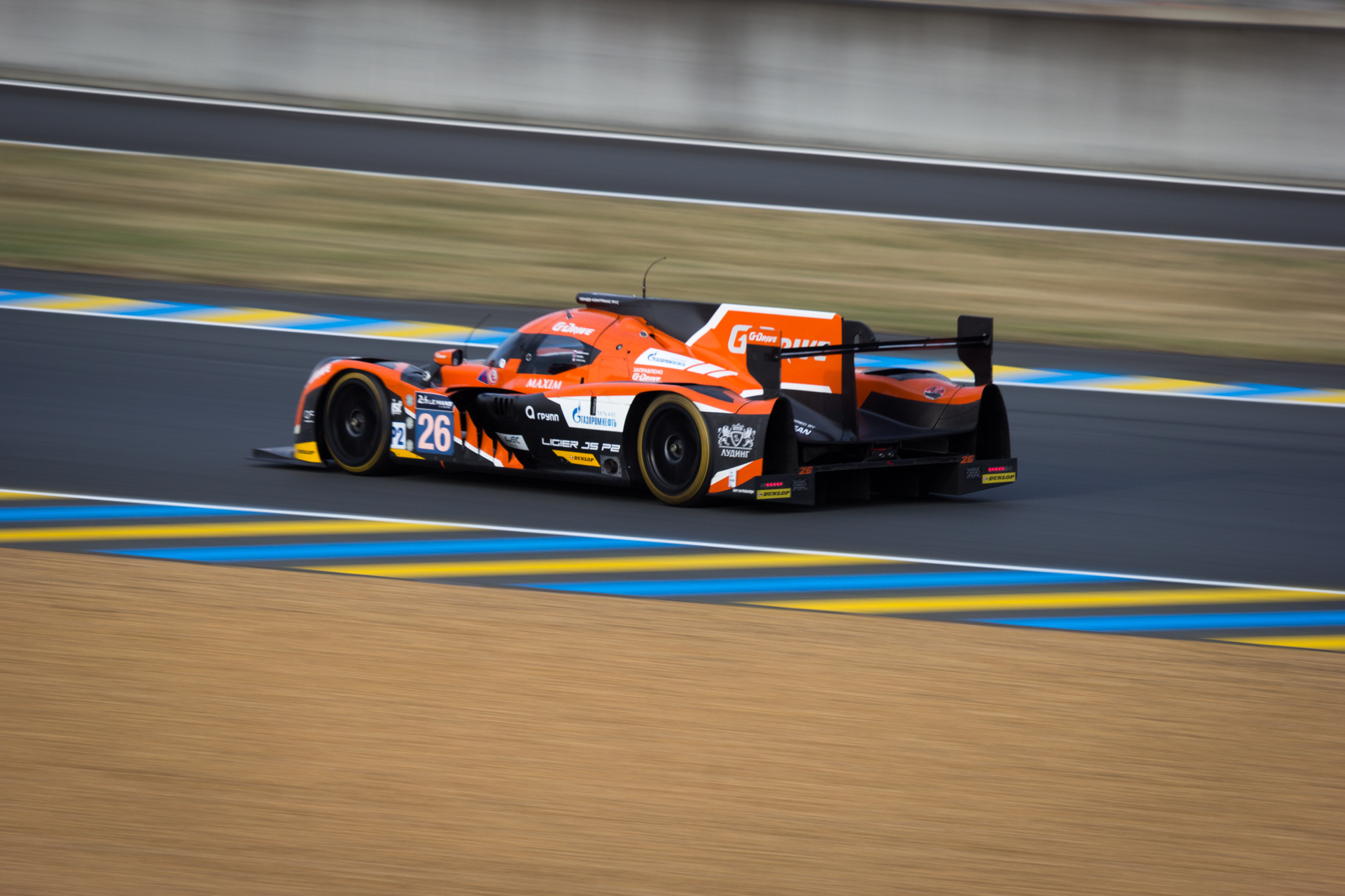
Bird nella classe LMP2 nel 2015

Per la stagione 2015 del WEC viene ingaggiato dal team G-Drive Racing nella classe LMP2 insieme a Roman Rusinov e Julien Canal. L'equipaggio a guida della Ligier JS P2 conquista quattro vittorie e altri tre podi, tra cui il secondo posto alla 24 Ore di Le Mans 2015 dietro alla Oreca 05 del team KCMG. Grazie questi risultati Bird insieme ai suoi si laurea campione nella classe LMP2.

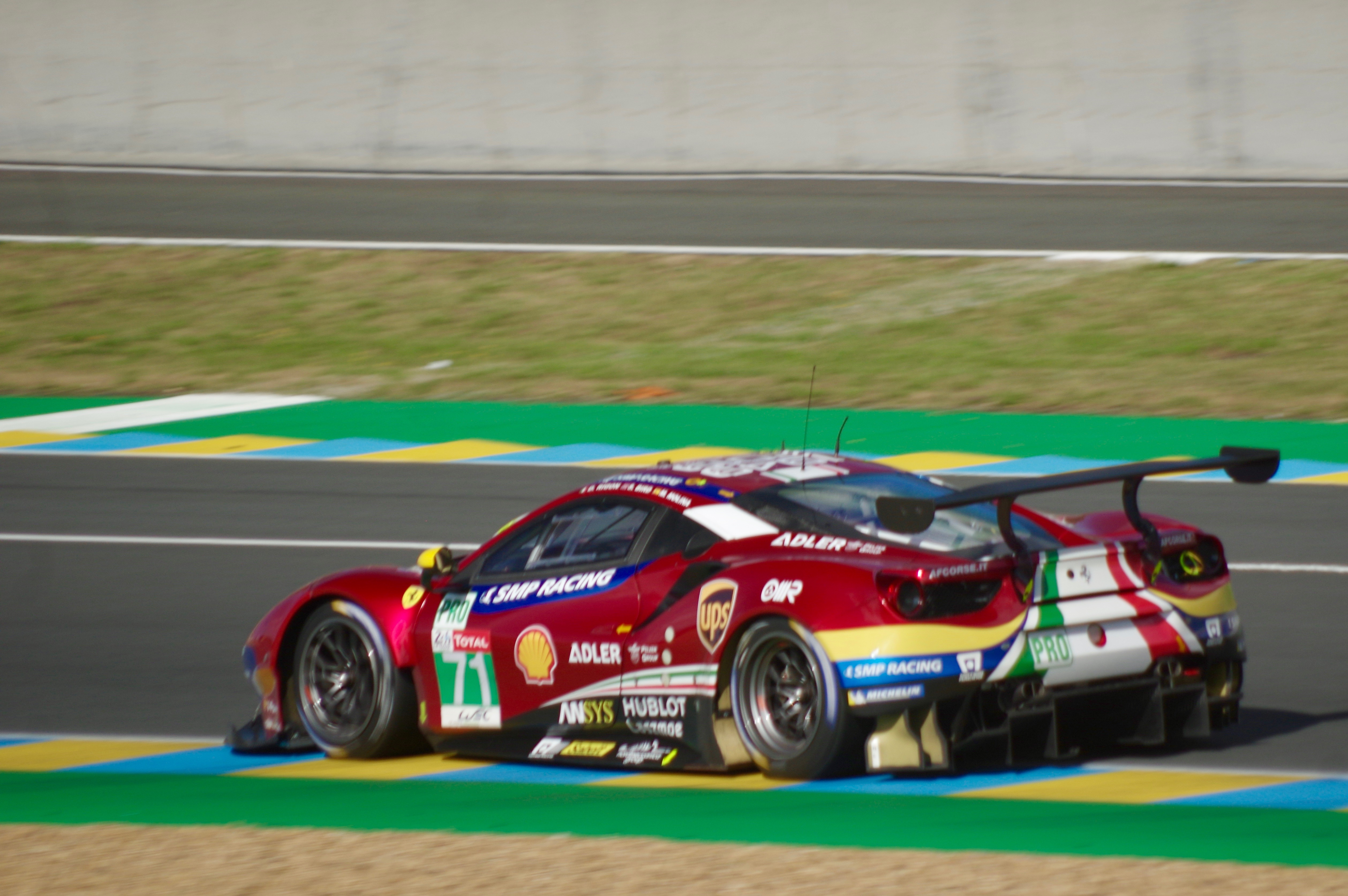
Bird a guida della Ferrari alla 24 Ore di Le Mans 2020

Nel 2016 torna a correre nel GT, nella classe LMGTE Pro di nuovo con AF Corse a guida della Ferrari 488 GTE. Insieme agli italiani Davide Rigon e Andrea Bertolini vincono le prime due gare, la 6 Ore di Silverstone e la 6 Ore di Spa-Francorchamps. Ma nel resto della stagione non tornano al vertice e chiudono al secondo posto in classifica. L'anno successivo continua con AF Corse conquistando altre due vittorie, la 6 Ore del Bahrain e per la seconda volta la 6 Ore di Spa.
La stagione 2018-2019 è l'ultima completa del pilota britannico. Bird viene affiancato da Davide Rigon e nelle gare più lunghe anche dallo spagnolo Miguel Molina. Rispetto alle stagioni passate non riesce a vincere nessuna gara e conquista un solo podio, un terzo posto alla 6 Ore di Spa-Francorchamps.
Nel 2020 partecipa solo alla 24 Ore di Le Mans insieme a Davide Rigon e Miguel Molina, dove sono costretti al ritiro (per ordini di scuderia) al ultimo giro.
L'anno successivo ritorna ancora a Le Mans per ottava volta. Bird si divide la Ferrari 488 GTE Evo con Miguel Molina e il pilota brasiliano Daniel Serra. Chiudono quinti nella classe e trentasettesimi nella classifica generale.

### Formula E

#### Virgin (2014-2019)
Partecipa al primo campionato di auto elettriche, la Formula E 2014-15 con il team DS Virgin Racing e Jaime Alguersuari come compagno di team. Nella gara inaugurale a Pechino conclude terzo, la prima vittoria arriva la gara seguente nel E-Prix di Putrajaya. Si ripete vincendo l'ultima gara stagionale a Londra davanti a Jérôme d'Ambrosio, chiudendo quinto nella classifica finale. Nelle due stagioni successive, il 2015-16 e il 2016-17, sempre con la stessa squadra ottiene il quarto posto in campionato e 3 vittorie in totale.

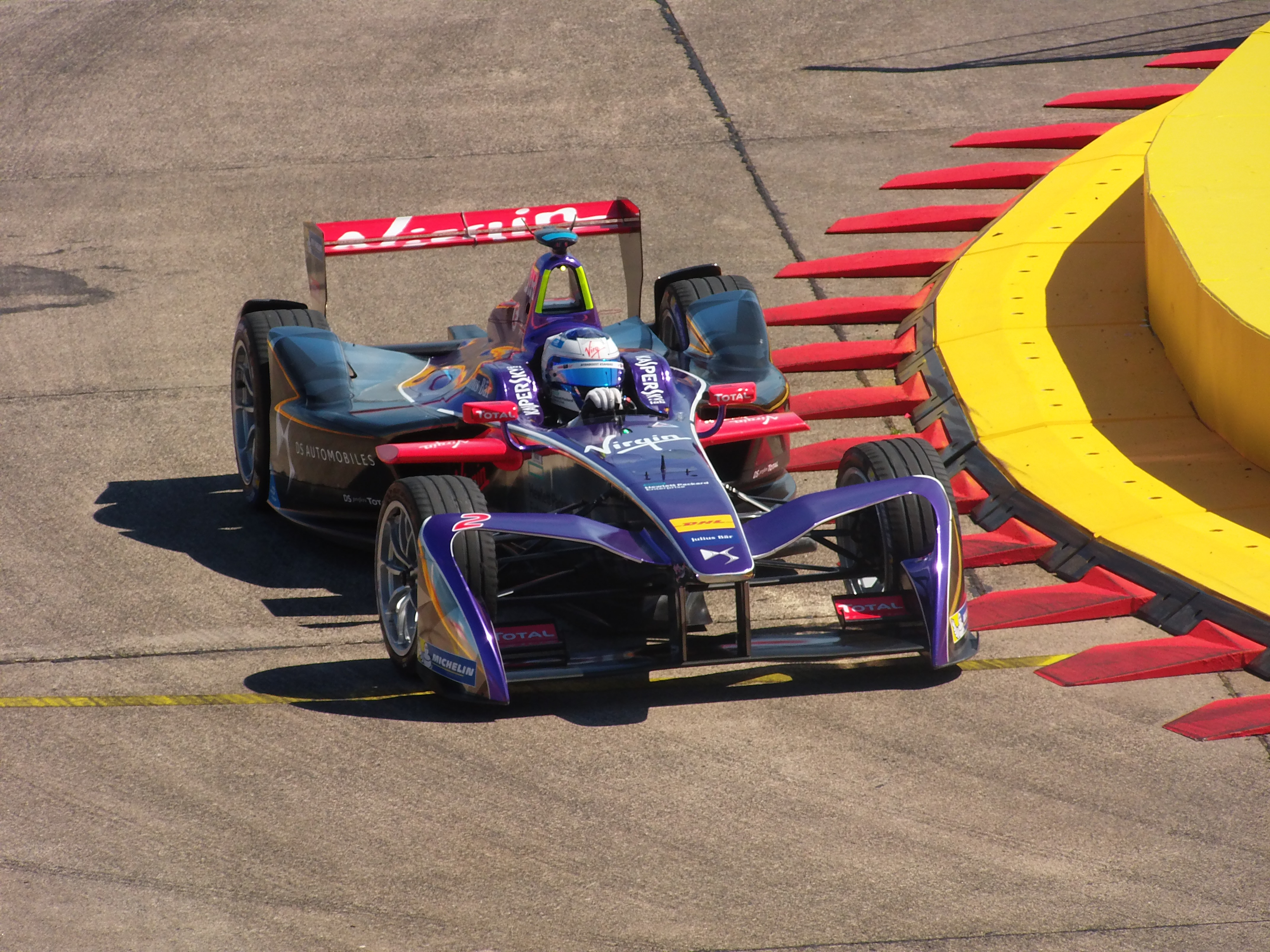
Bird durante E-Prix di Berlino 2017

Per la stagione 2017-18 viene confermato dalla DS Virgin Racing. Con una buona regolarità di risultati riesce a lottare per il campionato fino all'E-Prix di New York, ma termina terzo in classifica generale, superato da Jean-Éric Vergne e Lucas Di Grassi, per quello che resta comunque il suo miglior risultato nella categoria. Nel corso della stagione ottiene due vittorie, nella prima gara dell'E-Prix di Hong Kong e in occasione della prima edizione dell'E-Prix di Roma.
Nel 2018-19 viene confermato dal team per disputare la quinta stagione nella categoria. Nel E-Prix di Santiago conquista la sua settima vittoria in Formula E davanti al ex pilota di Formula 1, Pascal Wehrlein. Conquista un altro podio a Marrakech e chiude nono in classifica generale con 85 punti.
Bird viene confermato per la sesta stagione dalla Virgin insieme a Robin Frijns. La stagione inizia con una vittoria nel E-Prix di Dirʿiyya ma a causa della pandemia per il Covid-19 il campionato viene interrotto e ripreso con sei gare a Berlino dove il pilota britannico non brilla per risultati e finisce decimo in campionato, il suo peggior risultato in Formula E.

#### Jaguar (2020-2023)
Dopo sei anni Bird lascia la Virgin per passare alla Jaguar Racing nella stagione 2020-2021. Nel E-Prix di Dirʿiyya conquista davanti a Robin Frijns la sua prima vittoria con il nuovo team, conquista a Roma un altro podio e nella seconda gara del E-Prix di New York conquista la sua seconda vittoria stagionale. Chiude sesto in classifica a soli dodici punti dal primo. Visto i buoni risultati viene confermato anche per la stagione successiva. Il britannico è molto incostante, ottiene diversi piazzamenti a punti ma non riesce ad arrivare al podio. Poi chiude la stagione in anticipo, visto che per una frattura scomposta alla mano sinistra è costretto a saltare le due gare del E-Prix di Seoul.

#### McLaren (2023-presente)
Bird reduce da una stagione al di sotto delle aspettative viene sostituito da Nick Cassidy nel team Jaguar, il britannico di conseguenza si unisce alla Neom McLaren per la stagione successiva. Nell'E-Prix di San Paolo ottiene la sua prima vittoria con il nuovo team superando al ultimo giro il suo ex compagno, Mitch Evans. Per una frattura alla mano, Bird è costretto a saltare tre round dove viene sostituito dal pilota di Formula 2, Taylor Barnard. Chiude la stagione con un deludente tredicesimo posto in classifica.
L'anno seguente viene confermato dal team e come compagno di squadra si trova il giovane Taylor Barnard.

## Risultati

### Sommario
| Stagione | Categoria                         | Team                        | Gare         | Vittorie     | Pole         | GPV          | Podi         | Punti        | Pos.         |
| -------- | --------------------------------- | --------------------------- | ------------ | ------------ | ------------ | ------------ | ------------ | ------------ | ------------ |
| 2004     | Formula BMW inglese               | Carlin Motorsport           | 20           | 0            | 0            | 0            | 0            | 22           | 14º          |
| 2005     | Formula BMW inglese               | Fortec Motorsport           | 20           | 6            | 9            | 3            | 12           | 218          | 2º           |
| 2005     | Finali Mondiali Formula BMW       | Fortec Motorsport           | 1            | 0            | 0            | 0            | 0            | N/A          | 4º           |
| 2006     | Formula Renault britannica        | Fortec Motorsport           | 20           | 4            | 7            | 5            | 7            | 373          | 4º           |
| 2007     | Formula 3 britannica              | Carlin Motorsport           | 22           | 2            | 0            | 1            | 10           | 180          | 4º           |
| 2007     | Gran Premio di Macao              | Carlin Motorsport           | 1            | 0            | 0            | 0            | 0            | N/A          | 6º           |
| 2007     | Masters di Formula 3              | Carlin Motorsport           | 1            | 0            | 0            | 0            | 0            | N/A          | 27º          |
| 2008     | Formula 3 Euro Series             | Manor Motorsport            | 20           | 0            | 0            | 0            | 2            | 23           | 11º          |
| 2008     | Gran Premio di Macao              | Manor Motorsport            | 1            | 0            | 0            | 0            | 0            | N/A          | NC           |
| 2008     | Masters di Formula 3              | Manor Motorsport            | 1            | 0            | 0            | 0            | 0            | N/A          | 7º           |
| 2009     | Formula 3 Euro Series             | Mücke Motorsport            | 18           | 0            | 1            | 2            | 4            | 40           | 8º           |
| 2009     | Masters di Formula 3              | Mücke Motorsport            | 1            | 0            | 0            | 0            | 0            | N/A          | 8º           |
| 2009     | Formula 3 britannica              | Fortec Motorsport           | 2            | 0            | 0            | 0            | 0            | 0            | NC†          |
| 2009     | Gran Premio di Macao di Formula 3 | ART Grand Prix              | 1            | 0            | 0            | 0            | 1            | N/A          | 3º           |
| 2009–10  | GP2 Asia Series                   | ART Grand Prix              | 8            | 0            | 0            | 1            | 1            | 12           | 7º           |
| 2010     | GP2 Series                        | ART Grand Prix              | 20           | 1            | 1            | 4            | 5            | 48           | 5º           |
| 2011     | GP2 Asia Series                   | iSport International        | 4            | 0            | 0            | 0            | 0            | 2            | 12º          |
| 2011     | GP2 Series                        | iSport International        | 18           | 0            | 1            | 3            | 3            | 45           | 6º           |
| 2012     | Formula Renault 3.5 Series        | ISR Racing                  | 17           | 2            | 1            | 0            | 7            | 177          | 3º           |
| 2012     | Formula 1                         | Mercedes AMG Petronas       | Collaudatore | Collaudatore | Collaudatore | Collaudatore | Collaudatore | Collaudatore | Collaudatore |
| 2013     | GP2 Series                        | Russian Time                | 22           | 5            | 2            | 3            | 6            | 181          | 2°           |
| 2014     | FIA WEC– GT Cup                   | AF Corse                    | 2            | 0            | 0            | 0            | 0            | 1            | 34°          |
| 2014     | FIA WEC- LMGTE Am                 | AF Corse                    | 2            | 0            | 2            | 1            | 1            | 17           | 16°          |
| 2014     | 24 Ore di Le Mans - LMGTE Am      | AF Corse                    | 1            | 0            | 1            | 0            | 0            | N/A          | DNF          |
| 2014     | IMSA - PC                         | Starworks Motorsport        | 4            | 0            | 0            | 0            | 1            | 29           | 40°          |
| 2014–15  | Formula E                         | Virgin Racing               | 11           | 2            | 0            | 2            | 3            | 103          | 5°           |
| 2015     | FIA WEC – LMP2                    | G-Drive Racing              | 8            | 4            | 4            | 1            | 7            | 178          | 1°           |
| 2015     | 24 Ore di Le Mans - LMP2          | G-Drive Racing              | 1            | 0            | 1            | 0            | 0            | N/A          | 3°           |
| 2015–16  | Formula E                         | DS Virgin Racing            | 10           | 1            | 3            | 0            | 2            | 88           | 4°           |
| 2016     | FIA WEC - LMGTE Pro               | AF Corse                    | 9            | 2            | 2            | 1            | 5            | 134          | 2°           |
| 2016     | 24 Ore di Le Mans - LMGTE Pro     | AF Corse                    | 1            | 0            | 0            | 0            | 0            | N/A          | DNF          |
| 2016–17  | Formula E                         | DS Virgin Racing            | 12           | 2            | 1            | 2            | 4            | 122          | 4º           |
| 2017     | FIA WEC - LMGTE Pro               | AF Corse                    | 8            | 2            | 4            | 1            | 4            | 139          | 5º           |
| 2017     | 24 Ore di Le Mans - LMGTE Pro     | AF Corse                    | 1            | 0            | 0            | 0            | 0            | N/A          | 5º           |
| 2017     | IMSA - GTD                        | Scuderia Corsa              | 1            | 0            | 0            | 0            | 0            | 15           | 74º          |
| 2017–18  | Formula E                         | DS Virgin Racing            | 12           | 2            | 0            | 1            | 6            | 143          | 3º           |
| 2018     | IMSA - GTD                        | Scuderia Corsa              | 1            | 0            | 0            | 0            | 0            | 26           | 51º          |
| 2018     | 24 Ore di Le Mans - LMGTE Pro     | AF Corse                    | 1            | 0            | 0            | 0            | 0            | N/A          | 9º           |
| 2018–19  | Formula E                         | Envision Virgin Racing      | 13           | 1            | 1            | 0            | 2            | 85           | 9º           |
| 2018–19  | FIA WEC - LMGTE Pro               | AF Corse                    | 8            | 0            | 0            | 1            | 1            | 54.5         | 12º          |
| 2019     | Blancpain GT Series Endurance Cup | AF Corse                    | 1            | 0            | 0            | 0            | 0            | 0            | NC           |
| 2019     | 24 Ore di Le Mans - LMGTE Pro     | AF Corse                    | 1            | 0            | 0            | 0            | 0            | N/A          | DNF          |
| 2019     | Intercontinental GT Challenge     | Ferrari                     | 1            | 0            | 0            | 0            | 0            | 0            | NC           |
| 2019–20  | Formula E                         | Envision Virgin Racing      | 11           | 1            | 0            | 1            | 2            | 63           | 10º          |
| 2019–20  | FIA WEC - LMGTE Pro               | AF Corse                    | 1            | 0            | 0            | 0            | 0            | 0            | 47º          |
| 2020     | 24 Ore di Le Mans - LMGTE Pro     | AF Corse                    | 1            | 0            | 0            | 0            | 0            | N/A          | NC           |
| 2020–21  | Formula E                         | Jaguar Racing               | 15           | 2            | 1            | 0            | 3            | 87           | 6º           |
| 2021     | FIA WEC- LMGTE Pro                | AF Corse                    | 1            | 0            | 1            | 1            | 0            | 3            | 25º          |
| 2021     | 24 Ore di Le Mans - LMGTE Pro     | AF Corse                    | 1            | 0            | 0            | 0            | 0            | N/A          | 5º           |
| 2021–22  | Formula E                         | Jaguar TCS Racing           | 14           | 0            | 0            | 1            | 0            | 51           | 13º          |
| 2022     | 24 Ore di Le Mans - LMGTE Pro     | Riley Motorsports           | 1            | 0            | 0            | 0            | 0            | N/A          | 5º           |
| 2022–23  | Formula E                         | Jaguar TCS Racing           | 14           | 0            | 0            | 2            | 4            | 95           | 8º           |
| 2023–24  | Formula E                         | NEOM McLaren Formula E Team | 12           | 1            | 0            | 0            | 1            | 48           | 13º          |

† – Poiché Bird era una wild card, non poté prendere punti.

* Stagione in corso.

### Risultati Formula 3 Euro Series
(legenda) (Le gare in grassetto indicano la pole position) (Gare in corsivo indicano Gpv)
| Anno | Team             | Telaio           | Motore   | 1         | 2        | 3        | 4       | 5         | 6         | 7        | 8       | 9        | 10       | 11       | 12       | 13        | 14       | 15        | 16        | 17      | 18       | 19        | 20         | Punti | Pos. |
| ---- | ---------------- | ---------------- | -------- | --------- | -------- | -------- | ------- | --------- | --------- | -------- | ------- | -------- | -------- | -------- | -------- | --------- | -------- | --------- | --------- | ------- | -------- | --------- | ---------- | ----- | ---- |
| 2008 | Manor Motorsport | Dallara F308/036 | Mercedes | HOC1 1 10 | HOC1 2 6 | MUG 1 14 | MUG 2 8 | PAU 1 Rit | PAU 2 11  | NOR 1 14 | NOR 2 8 | ZAN 1 4  | ZAN 2 6  | NÜR 1 22 | NÜR 2 19 | BRH 1 Rit | BRH 2 19 | BAR 1 2   | BAR 2 18  | LMS 1 2 | LMS 2 11 | HOC2 1 16 | HOC2 2 Rit | 23    | 11º  |
| 2009 | Mücke Motorsport | Dallara F308     | Mercedes | HOC1 1 3  | HOC1 2 6 | LAU 1 5  | LAU 2 3 | NOR 1 8   | NOR 2 Rit | ZAN 1 8  | ZAN 2   | OSC 1 12 | OSC 2 20 | NÜR 1 4  | NÜR 2 8  | BRH 1 6   | BRH 2 3  | BAR 1 Rit | BAR 2 Rit | DIJ 1 6 | DIJ 2 5  |           |            | 40    | 8º   |

### Risultati GP2 Series
(legenda) (Le gare in grassetto indicano la pole position) (Gare in corsivo indicano Gpv)
| Anno | Team                 | 1         | 2           | 3          | 4          | 5           | 6          | 7         | 8          | 9         | 10         | 11         | 12        | 13         | 14          | 15          | 16         | 17        | 18        | 19        | 20          | 21         | 22        | Punti | Pos. |
| ---- | -------------------- | --------- | ----------- | ---------- | ---------- | ----------- | ---------- | --------- | ---------- | --------- | ---------- | ---------- | --------- | ---------- | ----------- | ----------- | ---------- | --------- | --------- | --------- | ----------- | ---------- | --------- | ----- | ---- |
| 2010 | ART Grand Prix       | ESP FEA 9 | ESP SPR 4   | MON FEA 18 | MON SPR 10 | TUR FEA 3   | TUR SPR 10 | VAL FEA 3 | VAL SPR 10 | GBR FEA 4 | GBR SPR NP | GER FEA 14 | GER SPR 5 | HUN FEA 13 | HUN SPR Rit | BEL FEA Rit | BEL SPR 12 | ITA FEA 1 | ITA SPR 3 | ABU FEA 3 | ABU SPR Ret |            |           | 48    | 5º   |
| 2011 | iSport International | TUR FEA 2 | TUR SPR 3   | ESP FEA 3  | ESP SPR 5  | MON FEA Rit | MON SPR 13 | VAL FEA 5 | VAL SPR 12 | GBR FEA 5 | GBR SPR 6  | GER FEA 8  | GER SPR 7 | HUN FEA 17 | HUN SPR 5   | BEL FEA 12  | BEL SPR 5  | ITA FEA 4 | ITA SPR 4 |           |             |            |           | 45    | 6º   |
| 2013 | Russian Time         | MYS FEA 7 | MYS SPR Rit | BHR FEA 6  | BHR SPR 1  | ESP FEA 21  | ESP SPR 12 | MON FEA 1 | MON SPR 24 | GBR FEA 1 | GBR SPR 5  | GER FEA 13 | GER SPR 8 | HUN FEA 10 | HUN SPR 8   | BEL FEA 1   | BEL SPR 14 | ITA FEA 2 | ITA SPR 4 | SGP FEA 8 | SGP SPR 1   | ABU FEA 10 | ABU SPR 4 | 181   | 2º   |

### Risultati GP2 Asia Series
(legenda) (Le gare in grassetto indicano la pole position) (Gare in corsivo indicano Gpv)
| Anno    | Team                 | 1           | 2           | 3            | 4            | 5           | 6          | 7          | 8          | Punti | Pos. |
| ------- | -------------------- | ----------- | ----------- | ------------ | ------------ | ----------- | ---------- | ---------- | ---------- | ----- | ---- |
| 2009–10 | ART Grand Prix       | ABU1 FEA 18 | ABU1 SPR 18 | ABU2 FEA Rit | ABU2 SPR Rit | BHR1 FEA 13 | BHR1 SPR 4 | BHR2 FEA 6 | BHR2 SPR 2 | 12    | 7º   |
| 2011    | iSport International | ABU FEA 7   | ABU SPR Rit | ITA FEA Rit  | ITA SPR Rit  |             |            |            |            | 2     | 12º  |

### Risultati Formula Renault 3.5 Series
(legenda) (Le gare in grassetto indicano la pole position) (Gare in corsivo indicano Gpv)
| Anno | Team       | 1       | 2     | 3     | 4       | 5       | 6       | 7       | 8       | 9         | 10        | 11      | 12       | 13      | 14       | 15      | 16      | 17      | Punti | Pos. |
| ---- | ---------- | ------- | ----- | ----- | ------- | ------- | ------- | ------- | ------- | --------- | --------- | ------- | -------- | ------- | -------- | ------- | ------- | ------- | ----- | ---- |
| 2012 | ISR Racing | ALC 1 9 | ALC 2 | MON 1 | SPA 1 3 | SPA 2 5 | NÜR 1 8 | NÜR 2 4 | MOS 1 3 | MOS 2 Rit | SIL 1 Rit | SIL 2 1 | HUN 1 10 | HUN 2 4 | LEC 1 10 | LEC 2 3 | CAT 1 2 | CAT 2 8 | 177   | 3º   |

### Risultati in Formula E
| Stagione | Squadra                     | Vettura                 | 1                   | 2            | 3           | 4                                               | 5       | 6       | 7      | 8       | 9       | 10      | 11     | 12      | 13      | 14      | 15      | 16      | Punti | Pos |
| --- | --------------------------- | ----------------------- | ------------------- | ------------ | ----------- | ----------------------------------------------- | ------- | ------- | ------ | ------- | ------- | ------- | ------ | ------- | ------- | ------- | ------- | ------- | ----- | --- |
| 2014-15 | Virgin Racing               | Spark-Renault SRT_01E   | PEC 3               | PUT 1        | PDE Rit     | BNA 7                                           | MIA 8   | LBH Rit | MON 4  | BER 8   | MOS Rit | LON 6   | LON 1  |         |         |         |         |         | 103   | 5º  |
| 2015-16 | DS Virgin Racing            | Spark-Virgin DSV-01     | PEC 7               | PUT 2        | PDE Rit     | BNA 1                                           | MEX 6   | LHB 6   | PAR 6  | BER 11  | LON 7   | LON Rit |        |         |         |         |         |         | 88    | 4º  |
| 2016-17 | DS Virgin Racing            | Spark-Virgin DSV-02     | HKG 13              | MAR 2        | BNA Rit     | MEX 3                                           | MON Rit | PAR 16  | BER 7  | BER 7   | NYC 1   | NYC 1   | MTR 6  | MTR 4   |         |         |         |         | 122   | 4º  |
| 2017-18 | DS Virgin Racing            | Spark-Virgin DSV-03     | HKG 1               | HKG 5        | MAR 3       | SAN 5                                           | MEX 17  | PDE 3   | ROM 1  | PAR 3   | BER 7   | ZUR 2   | NYC 9  | NYC 10  |         |         |         |         | 143   | 3º  |
| 2018-19 | Envision Virgin Racing      | Spark-Audi e-tron FE05  | DIR 11              | MAR 3        | SAN 1       | MEX 9                                           | HKG 6   | SAY Rit | ROM 11 | PAR 11  | MON 16  | BER 9   | BRN 4  | NYC 8   | NYC 4   |         |         |         | 85    | 9º  |
| 2019-20 | Envision Virgin Racing      | Spark-Audi e-tron FE06  | DIR 1G              | DIR Rit      | SAN 10      | MEX Rit                                         | MAR 10  | BER 3   | BER 6  | BER 13  | BER 11  | BER 20  | BER 14 |         |         |         |         |         | 63    | 10º |
| 2020-21 | Jaguar Racing               | Spark-Jaguar I-Type V   | DIR Rit             | DIR 1        | ROM 2*      | ROM Rit*                                        | VAL SQ* | VAL 14  | MON 7  | PUE Rit | PUE 12  | NYC 9   | NYC 1  | LON Rit | LON Rit | BER Rit | BER 7   |         | 87    | 6º  |
| 2021-22 | Jaguar Racing               | Spark-Jaguar I-Type V   | DIR 4               | DIR 15       | MEX 15      | ROM 5                                           | ROM Rit | MON Rit | BER 7  | BER 11  | GIA 10  | MAR 9   | NYC 7  | NYC 5   | LON Rit | LON 8   | SEO INF | SEO INF | 51    | 13° |
| 2022-23 | Jaguar TCS Racing           | Spark-Jaguar I-Type 6   | MEX Rit             | DIR 3        | DIR 4       | HYD Rit                                         | CAP NP  | SAP 3   | BER 2  | BER 19  | MON 16  | GIA 21  | GIA NP | POR 17  | ROM Rit | ROM 3   | LON 4   | LON 7   | 95    | 8º  |
| 2023-24 | NEOM McLaren Formula E Team | Spark-Nissan e-4ORCE 04 | MEX 14              | DIR 4        | DIR Rit     | SAP 1                                           | TOY 19  | MIS Rit | MIS 10 | MON INF | BER INF | BER INF | SHA 19 | SHA Rit | POR 7   | POR Rit | LON 8   | LON Rit | 48    | 13º |
| 2024-25 | NEOM McLaren                | Nissan e-4ORCE 05       | SAP 4               | MEX 18       | JED 8       | JED 12                                          | MIA 18  | MON 11  | MON 20 | TOK     | TOK     | SHA     | SHA    | GIA     | BER     | BER     | LON     | LON     | 16*   |     |
| \| Legenda \| 1º posto \| 2º posto \| 3º posto \| A punti \| Senza punti \| Grassetto=Pole position Corsivo=Giro più veloce \| \| Legenda \| Solo prove/Terzo pilota \| Non qualificato \| Ritirato/Non class. \| Squalificato \| Non partito \| Grassetto=Pole position Corsivo=Giro più veloce \| |                             |                         |                     |              |             |                                                 |         |         |        |         |         |         |        |         |         |         |         |         |       |     |
| Legenda | 1º posto                    | 2º posto                | 3º posto            | A punti      | Senza punti | Grassetto=Pole position Corsivo=Giro più veloce |         |         |        |         |         |         |        |         |         |         |         |         |       |     |
| Legenda | Solo prove/Terzo pilota     | Non qualificato         | Ritirato/Non class. | Squalificato | Non partito | Grassetto=Pole position Corsivo=Giro più veloce |         |         |        |         |         |         |        |         |         |         |         |         |       |     |

- G: Pilota col giro più veloce nel gruppo di qualifica.
- *: Fanboost

### Risultati WEC
| Anno    | Team           | Classe    | Auto                   | 1     | 2     | 3       | 4      | 5     | 6     | 7      | 8       | 9     | Punti | Pos. |
| ------- | -------------- | --------- | ---------------------- | ----- | ----- | ------- | ------ | ----- | ----- | ------ | ------- | ----- | ----- | ---- |
| 2014    | AF Corse       | LMGTE Am  | Ferrari 458 Italia GT2 | SIL 3 | SPA   | LMS Rit | COA    | FUJ   | SHA   | BHR    | SÃO     |       | 17    | 16°  |
| 2015    | G-Drive Racing | LMP2      | Ligier JS P2           | SIL 1 | SPA 9 | LMS 2   | NÜR 2  | COA 1 | FUJ 1 | SHA 2  | BHR 1   |       | 178   | 1°   |
| 2016    | AF Corse       | LMGTE Pro | Ferrari 488 GTE        | SIL 1 | SPA 1 | LMS Rit | NÜR 2  | MEX 4 | COA 3 | FUJ 4  | SHA 5   | BHR 3 | 134   | 2°   |
| 2017    | AF Corse       | LMGTE Pro | Ferrari 488 GTE        | SIL 5 | SPA 1 | LMS 4   | NÜR    | MEX 2 | COA 3 | FUJ 5  | SHA 6   | BHR 1 | 139   | 5°   |
| 2018–19 | AF Corse       | LMGTE Pro | Ferrari 488 GTE Evo    | SPA 3 | LMS 6 | SIL 16  | FUJ 10 | SHA 6 | SEB 6 | SPA 6  | LMS Rit |       | 54.5  | 12°  |
| 2019–20 | AF Corse       | LMGTE Pro | Ferrari 488 GTE Evo    | SIL   | FUJ   | SHA     | BHR    | COA   | SPA   | LMS NC | BHR     |       | 0     | 47°  |
| 2021    | AF Corse       | LMGTE Pro | Ferrari 488 GTE Evo    | SPA   | ALG   | MNZ     | LMS 10 | BHR   | BHR   |        |         |       | 3     | 25°  |

### Risultati 24 ore di Le Mans
| Anno | Team           | Co-Piloti                     | Auto                   | Classe  | Giri | Pos. | Classe Pos. |
| ---- | -------------- | ----------------------------- | ---------------------- | ------- | ---- | ---- | ----------- |
| 2014 | AF Corse       | Stephen Wyatt Michele Rugolo  | Ferrari 458 Italia GTC | GTE Am  | 22   | DNF  | DNF         |
| 2015 | G-Drive Racing | Roman Rusinov Julien Canal    | Ligier JS P2-Nissan    | LMP2    | 358  | 10°  | 3°          |
| 2016 | AF Corse       | Andrea Bertolini Davide Rigon | Ferrari 488 GTE        | GTE Pro | 143  | DNF  | DNF         |
| 2017 | AF Corse       | Davide Rigon Miguel Molina    | Ferrari 488 GTE        | GTE Pro | 339  | 21°  | 5°          |
| 2018 | AF Corse       | Davide Rigon Miguel Molina    | Ferrari 488 GTE Evo    | GTE Pro | 338  | 24°  | 9°          |
| 2019 | AF Corse       | Davide Rigon Miguel Molina    | Ferrari 488 GTE Evo    | GTE Pro | 140  | DNF  | DNF         |
| 2020 | AF Corse       | Davide Rigon Miguel Molina    | Ferrari 488 GTE Evo    | GTE Pro | 340  | NC   | NC          |
| 2021 | AF Corse       | Daniel Serra Miguel Molina    | Ferrari 488 GTE Evo    | GTE Pro | 331  | 37°  | 5°          |